# Pureness
PURENESS
lançado em 28/8/2002  com uma vendagem q superou as 96,000 cópias  com este single, a cantora Aya Ueto deu início sua carreira.

## TRACK LIST
Pureness
Breath of My Heart
PUZZLE
Pureness (instrumental)

## SITES RELACIONADOS
- «uetoaya.tv (japonês)»
- «letras.mus.com.br»